# Ring my bell (矢井田瞳の曲)
「Ring my bell」（リング・マイ・ベル）は、矢井田瞳の6作目のシングル。2002年3月27日にEMIミュージック・ジャパンから発売された。

## 概要
- 表題曲「Ring my bell」は、2001年11月から2002年3月まで行われた全国ツアー「Candleyes Tour」期間中に制作された楽曲である。そのため、ツアー後半では新曲として披露された。楽曲制作の映像をツアードキュメント・ビデオ「Candle in the lives」で見ることができる。

## 収録曲
1. Ring my bell [4:22]
作詞・作曲：Yaiko
  - 表題曲。資生堂「neue Virgin Bright」CMソング。このCMには矢井田本人が出演した。
2. Dizzy dive [3:25]
作詞・作曲：Yaiko
  - カップリング曲では珍しく、PVが制作されており、ミュージックステーションにも出演した。
  - 「CS日本」CMソング

## 収録アルバム
- i/flancy (#1,2)
- Single collection (#1)
- THE BEST OF HITOMI YAIDA (#1,2)